# Bruno Mascarenhas
Bruno Miguel Mascarenhas Antunes (Lisbona, 16 luglio 1981) è un ex canottiere, allenatore e direttore tecnico portoghese naturalizzato italiano.
Svolge il ruolo di commentatore tecnico per Raisport a partire dalle Olimpiadi di Tokyo 2020. Formatore Aziendale.

## Biografia
Nato in Portogallo, si è trasferito a Roma nel 1991 con la famiglia, dove ha iniziato a praticare canottaggio al Circolo Canottieri Roma.
Nel 1999 ha vinto sia il mondiale in due di coppia juniores a Plovdiv con la nazionale portoghese, sia il suo primo titolo tricolore (sempre in doppio) ai campionati juniores di Ravenna.
Il 27 giugno 2002 ha acquisito la cittadinanza italiana ed è stato, di lì a poco, convocato dalla nazionale italiana, con la quale ha vinto sia un oro nel due di coppia ai Mondiali Under 23 di Genova, sia una medaglia d'argento nel quattro senza nell'equipaggio formato con Lorenzo Bertini, Catello Amarante I e Salvatore Amitrano ai Mondiali pesi leggeri di Siviglia. Nel 2003, con lo stesso equipaggio, ha vinto le due prove di Coppa del Mondo a Lucerna ed un bronzo ai campionati mondiali di Milano e la stagione successiva ha replicato la doppia vittoria in Coppa del Mondo a Monaco di Baviera e Lucerna. L'equipaggio alle Olimpiadi di Atene 2004 ha conquistato una delle tre medaglie di bronzo del medagliere italiano.
Nel 2005 ha ottenuto un bronzo ai mondiali assoluti di Gifu con il nuovo equipaggio formato da Elia Luini, Salvatore Di Somma e Bertini; nel 2006 ha vinto il terzo titolo tricolore nella specialità del doppio pesi leggeri a Piediluco e confermato l'anno successivo a Ravenna. Nel 2007, ha vinto ai mondiali di Monaco nuovamente con Amitrano e Amarante e Jiri Vlcek. Nella stessa stagione è diventato, con quest'ultimo equipaggio, campione d'Europa a Poznań.
Nel 2008 ha preso parte alle Olimpiadi di Pechino, non superando, però, la semifinale.
Nel 2009 ha ottenuto la vittoria ai mondiali di Poznań nella specialità dell'otto pesi leggeri da capovoga. L'anno successivo, ai campionati mondiali di Lake Karapiro, ottiene un terzo posto sulla stessa barca.
Nel 2010 è uscito il suo libro Cinque cerchi olimpici, con prefazione di Gian Piero Galeazzi, in cui ripercorre gli anni trascorsi da canottiere fino alla conquista del bronzo olimpico del 2004.
Dal 2010 è testimonial della Campagna Ecologica Mediterraneo da Remare, in collaborazione con la Fondazione Univerde e il già Ministro Dell’Ambiente L’Onorevole Alfonso Pecoraro Scanio.
Ritiratosi dall'attività agonistica nel maggio 2011, dal settembre successivo è divenuto direttore sportivo della sezione canottaggio del Circolo Canottieri Roma.
Nel dicembre 2012 gli viene assegnato il premio “Mito Azzurro” dall’Associazione Nazionale Atleti Olimpici.
Il 19 dicembre 2016 gli viene consegnato un prestigioso riconoscimento, il Premio “Atleti Olimpici e Azzurri d’Italia” consegnata dall’associazione Nazionale Atleti Olimpici e Azzurri d’Italia.
Il 28 gennaio 2017 il consiglio della Federazione Italiana Canottaggio ha approvato lo staff proposto del direttore tecnico Francesco Cattaneo, nominando così Mascarenhas collaboratore del capo allenatore dell'under 23 e delle barche non olimpiche maschili.
Nel 2017 la FederCanottaggio gli assegna il Premio “Coraggio e Altruismo” per aver salvato una signora che stava affogando sul fiume Tevere il 9 febbraio del 2016.
Dal 2020 è commentatore televisivo per Rai Sport. Nel 2021 partecipa alla sua terza Olimpiade con la Rai come telecronista ed inviato sul posto a Tokyo 2020.
Nel 2023 gli viene dato il pettorale n: 1 alla famosa corsa di 10 km di Miguel che si tiene ogni anno a Roma e che ha circa 10.000 partecipanti. Nel 2023, ha partecipato a Ciao Darwin nella categoria “Sport”.

## Opere
- Cinque cerchi olimpici, Roma, Serarcangeli Editore, 2010, ISBN 978-88-7408-142-4.

- Commando- Storia Vera di mio padre in guerra, Amazon 2019, Independently publicherei,lingua italiano - portoghese, ISBN 1793883777, ISBN 978-1793883773

## Palmarès
Olimpiadi 
- 1 medaglia:
  - 1 bronzo (quattro senza pesi leggeri ad Atene 2004)
  - 7 class (quattro senza pesi leggeri a Pechino 2008)

 Mondiali 
- 6 medaglie:
  - 1 oro (otto pesi leggeri a Poznan 2009)
  - 1 argento (quattro senza pesi leggeri a Siviglia 2002)
  - 4 bronzi (quattro senza pesi leggeri a Milano 2003; quattro senza pesi leggeri a Gifu 2005; quattro senza pesi leggeri a Monaco 2007; otto pesi leggeri a Karapiro Lake 2010)

 Mondiali under 23 
- 1 medaglia:
  - 1 oro (doppio pesi leggeri a Genova 2002)

 Mondiali juniores 
- 1 medaglia:
  - 1 oro (doppio a Plovdiv 1999)

 Europei 
- 2 medaglie:
  - 2 ori (quattro senza pesi leggeri a Poznan 2007; otto pesi leggeri a Montemor-o-Velho 2010)